# Autorama
Autorama（日語：オートラマ）是曾經存在日本、專門銷售汽車的經銷商體系品牌，自1981年起由馬自達與福特共同攜手創立，後來在1993年福特掌握了100%股權，專門銷售福特汽車的車種。

## 概要與沿革
- 自1974年開始，設立「福特汽車（日本）有限公司」為進口總代理商，交由近鐵汽車（日语：近鉄モータース）、北海自動車工業、龜井汽車（日语：カメイ）、日光社、歐美汽車等區域經銷商販售福特進口車，這是福特在日本市場的濫觴。
- 1979年福特入股馬自達，兩家公司共同展開了福特車款的銷售計劃。
- 1981年建立「Autorama有限公司」（日語：株式会社オートラマ），負責全日本福特與馬自達車系的販售業務，其中參與投資者包含近畿日本鐵道和Jasco公司（今永旺集團）。
- 1982年開始向全國各地鋪展通路，在此期間，積極拉攏異業投資者，所以除了既有的馬自達與福特區域經銷商，許多和汽車業務不相干的公司也都加入了投資。後來建立Eunos和Autozam銷售體系時也依循這套投資模式，效果斐然。參加的異業投資者包括：

1. 運輸業：北陸鐵道、滋賀交通公司（日语：滋賀交通）、中國巴士公司（日语：中国バス）、東海汽車公司（日语：東海自動車）等。
2. 商社：三井物產、伊藤忠商事、东棉等。
3. 零售業：原信零售（日语：アクシアル リテイリング）、丸悅公司（日语：マルエツ）、富士連鎖超市（日语：フジ (チェーンストア)）、丸中連鎖超市（日语：マルナカ (チェーンストア)）、京葉連鎖超市（日语：ケーヨー）、超級大榮連鎖超市（日语：スーパー大栄）、泉屋連鎖超市（日语：イズミヤ）、霞連鎖超市カスミ（日语：霞連鎖超市カスミ）、永旺公司（日语：イオン (企業)）、岩石連鎖量販店（日语：カンセキ）等。
4. 其他：共同石油公司（日语：ジャパンエナジー）、吉田產業（日语：吉田産業）、前田製作所（日语：前田製作所 (長野県)）等。

- 1986年第一部透過此通路販售的車款為福特Festiva。
- 1987年馬自達正式取得福特汽車一部分的進口代理權，開始販售福特進口車款。
- 1989年馬自達及福特對Autorama的出資比例為39%比34%。
- 1992年馬自達及福特增加對Autorama的出資比例，兩者同樣為45.1%，進口代理權自「福特汽車（日本）有限公司」轉移過來。
- 1994年統一把全國「Autorama」的名稱改為「福特」。由於對進口車業務有興趣，許多日產汽車和豐田汽車的地區經銷商也陸續加入此一體系，參加者包括埼玉日産自動車、東京日産自動車販售、豐田卡羅拉秋田、名古屋ToyoPet、長野日産自動車、Netz豐田神奈川、豐田勝又集團、大阪日産自動車、日産Sani湘南（現稱日産Satio湘南）等公司。
- 1997年將公司名稱變更為「日本福特銷售公司」（（日語）フォードセールスジャパン），總部自東京都新宿區的新宿中心大樓遷移至港區虎之門的秀和神谷町大樓。
- 1993年3月福特向馬自達購回其持有「日本福特銷售公司」的股份，其他出資股東的股份也一併買回，並正式設立「福特（日本）股份有限公司」（Ford Japan Limited）；同時也設立了直營的銷售公司「福特日本經銷股份有限公司」（Ford Japan Dealer Limited）。目前除了運作東京、千葉、埼玉等一部份的經銷商分店，也接手了原由泉屋連鎖超市（日语：イズミヤ）經營的「福特關西」全部分店。

## 銷售過的車種名稱
年份以該車種之生產年為基準。
- 北美洲製造：

1. 福特探險家
2. 福特野馬
3. 福特Probe：1989-1998
4. 福特Taurus：1989-1997
5. 福特Thunderbird：1990-1993

- 歐洲製造：

1. 福特蒙迪歐
2. 福特Ka
3. 福特福克斯
4. 福特Focus C-Max
5. 福特Fiesta
6. 福特Galaxy

- 馬自達製造：

1. 福特Telstar（雙生車種為第五代馬自達626、馬自達Cronos、Ẽfini MS-6等）
2. 福特Laser（雙生車種為馬自達323）
3. 福特Festiva（雙生車種為馬自達121）
4. 福特Festiva Mini Wagon（雙生車種為第一代馬自達2）
5. 福特Ixion（雙生車種為第一代馬自達5）
6. 福特Freda（雙生車種為馬自達Bongo Friendee）
7. 福特Spectron（雙生車種為馬自達Bongo Wagon）
8. 福特J80（雙生車種為馬自達Bongo）
9. 福特J100（雙生車種為馬自達Bongo）

- 韓國起亞汽車製造：

1. 福特Festiva5（雙生車種為起亞Pride）
2. 福特Festivaβ（雙生車種為起亞Pride）
3. 福特Festiva：1993-1998（雙生車種為起亞Avella）

- 近畿日本鐵道銷售之車型：

近畿日本鐵道公司雖然參與了Autorama的銷售網，但本身仍保有林肯汽車與水星汽車的進口代理權，並於自身的通路體系販售。所以同時參加Autorama與近鐵銷售網的經銷商，也可以販售林肯汽車和水星汽車的車款。

## 外部連結
- 福特（日本）股份有限公司（日文網站）